# Нимно
Нимно (словен. Nimno) — поселення в общині Рогашка Слатина, Савинський регіон, Словенія. Висота над рівнем моря: 261 м.